# 弥富市立十四山西部小学校
弥富市立十四山西部小学校（やとみしりつじゅうしやませいぶしょうがっこう）は、愛知県弥富市六條町にある公立小学校。

## 概要
- 旧・海部郡十四山村の小学校であり、校区（行政区単位表記）は六條、五斗山、大山、鍋平、三百島、坂中地、鮫ケ地、善太、馬ケ地、鳥ケ地の一部であり、公立中学校の進学先は弥富市立十四山中学校である[1]。

## 沿革
- 1872年（明治5年）10月 - 子宝新田に正義学校として開校する。
- 1873年（明治6年） - 馬ヶ地新田に移転し、学習学校に改称する。
- 1874年（明治7年） - 坂中学校と竹田学校に分立する。坂中学校は坂中地新田[注釈 1]に校舎を新築する。
- 1879年（明治12年） - 楽平村の楽平学校を併合する。楽平村、鎌倉新田、佐古木新田、又八新田が校区に加わる。
- 1881年（明治14年） - 又八新田に又八新田分教場、馬ヶ地新田に馬ヶ地新田分教場を設置する。
- 1884年（明治17年） - 又八新田分教場と馬ヶ地新田分教場が竹田学校に移管される。
- 1887年（明治20年） - 尋常小学坂中学校に改称する。
- 1889年（明治22年）10月1日 -
  - 六条新田、坂中地新田、鮫ヶ地新田、馬ヶ地新田、鎌倉新田、佐古木新田、又八新田、子宝新田、西蜆新田、東蜆新田、四郎兵衛新田、竹田新田、海屋新田、下押萩新田、上押萩新田、亀ヶ地新田が合併し、十四山村が発足する。
  - 東条村、西条村、本部田村、楽平村が合併し、東市江村が発足する。
- 1892年（明治25年） - 坂中尋常小学校に改称する。
- 1906年（明治39年）7月1日 -
  - 十四山村のうち、鎌倉新田が彌富町に編入される。
  - 十四山村のうち、佐古木新田、又八新田は、東市江村と市腋村（西保、東保）と合併し、市江村が発足する。
  - 宝地村のうち、鳥ヶ地新田、桴場新田、神戸新田が十四山村に編入される。
- 1907年（明治40年）2月28日 - 十四山西部尋常小学校に改称する。校区の再編が行われ、市江村の楽平、佐古木新田、又八新田は市江尋常小学校へ、彌富町の鎌倉新田は彌富尋常小学校へ移る。校区は十四山村のうち、六条新田、鮫ケ地新田、馬ケ地新田、鳥ケ地新田、坂中地新田などとなる。
- 1941年（昭和16年）4月1日 - 十四山西部国民学校に改称する。
- 1947年（昭和22年）4月1日 - 十四山村立十四山西部小学校に改称する。
- 1956年（昭和31年）4月1日 - 永和村の一部を編入する。旧・永和村の善太新田が校区に加わる。
- 1959年（昭和34年）9月26日 - 伊勢湾台風により校舎が大破する。校舎校地が水没し、約2か月間休校する。
- 1961年（昭和36年） - 校舎を新築する。
- 1972年（昭和47年）10月 - 現在地に校舎を新築し、移転する。
- 1979年（昭和54年） - 屋内運動場が完成する。
- 1981年（昭和56年） - 校舎を増築する。
- 2006年（平成18年）4月1日 - 弥富町が十四山村を編入し市制施行。弥富市となる。同時に弥富市立十四山西部小学校に改称する。
- 2028年4月 - 少子化に伴い、大藤、栄南、十四山東部と本校の4校を再編統合した新小学校「弥富市立よつば小学校」が開校予定[2]。

## 交通アクセス
- 弥富市コミュニティバス東部ルート「五斗山」バス停より徒歩約10分。

## 周辺施設
- 愛知県立海翔高等学校
- 弥富市立十四山中学校